# Nakhon Nayok FC
Der Nakhon Nayok Football Club (thailändisch สโมสรฟุตบอลจังหวัดนครนายก), auch bekannt als Khun Dan Warrior, ist ein thailändischer Fußballverein aus Nakhon Nayok, der in der Thailand Amateur League spielt.

## Geschichte
Der Verein wurde 2009 gegründet. Er startete in der dritten Liga, der Regional League Division 2. Von 2009 bis 2015 spielte der Club in der Central/East-Region. 2016 wurde man der Eastern-Region zugeteilt. Mit Einführung der Ligareform 2017 spielte der Verein in der Thai League 4, der vierthöchsten Liga des Landes. 2017 und 2018 spielte man in der Eastern-Region. In der Eastern-Region spielten auch die U23-Mannschaften der Thai-League-Vereine Chonburi FC, Navy FC und Pattaya United. Da diese Vereine weder auf- noch absteigen konnten, musste man als siebter den Weg in die Thailand Amateur League antreten.

## Stadion
Der Verein trägt seine Heimspiele im Nakhon Nayok Provincial Administrative Organization Stadium (Thai สนาม อบจ.นครนายก หรือ สนามกีฬาจังหวัดนครนายก) in Nakhon Nayok in der Provinz Nakhon Nayok aus. Das Stadion hat ein Fassungsvermögen von 2406 Zuschauern. Eigentümer und Betreiber der Spielstätte ist die Nakhon Nayok Provincial Administrative Organization.

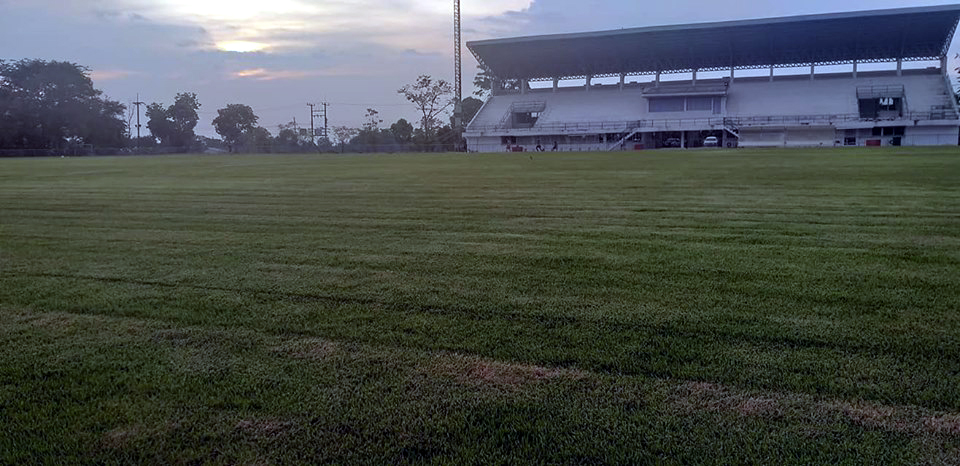
Nakhon Nayok PAO Stadium

### Spielstätten
| Saison         | Stadion                                                     | Standort                           | Kapazität | Eigentümer                                          | Koordinaten                       |
| -------------- | ----------------------------------------------------------- | ---------------------------------- | --------- | --------------------------------------------------- | --------------------------------- |
| 2009 bis heute | Nakhon Nayok Provincial Administrative Organization Stadium | Nakhon Nayok, Provinz Nakhon Nayok | 2406      | Nakhon Nayok Provincial Administrative Organization | 14° 12′ 50,8″ N, 101° 10′ 44,8″ O |

## Erfolge
- Regional League Division 2 – Central/East

2. Platz – 2013

## Ehemalige Spieler
| - Chaimongkol Botnok - Niphit Srithong - Chalermpol Nonpayom - Ratchata Jannongsuang - Chaiwat Weerakitpanit - Pongpat Phochai - Kittitach Pranithi - Kittitat Pajantasee - Nattapon Pongkum - Ballo Famoussa | - Souleymane Coulibaly - Jee Hyun-su - Suriya Singmui - Chayawat Srinawong - Woranat Thongkruea - Tom Bolarinwa - Napapon Sripratheep - Satsanapong Wattayuchutikul - Anusak Laosangthai - Matej Rapnik | - Suphanan Bureerat - Kittisak Hochin - Chaiyawat Buran - Wongsakorn Chaikultewin - Pathompol Charoenrattanapirom - Nawapol Tantraseni - Suporn Peenagatapho - Siwakorn Tiatrakul - Isariya Marom - Picha Autra |  |

## Beste Torschützen seit 2017
| Saison | Name                                 | Tore |
| ------ | ------------------------------------ | ---- |
| 2017   | David Le Bras                        | 7    |
| 2018   | Souleymane Coulibaly Niphit Srithong | 7    |
| 2019   |                                      |      |

## Saisonplatzierung
| Saison | Liga                                                     | Liga                                                     | Liga                                                     | Liga                                                     | Liga                                                     | Liga                                                     | Liga                                                     | Liga                                                     | Liga                                                     | Pokal                                                    | Pokal                                                    |
| Saison | Liga                                                     | Level                                                    | Spiele                                                   | S                                                        | U                                                        | N                                                        | Tore                                                     | Punkte                                                   | Position                                                 | FA Cup                                                   | League Cup                                               |
| ------ | -------------------------------------------------------- | -------------------------------------------------------- | -------------------------------------------------------- | -------------------------------------------------------- | -------------------------------------------------------- | -------------------------------------------------------- | -------------------------------------------------------- | -------------------------------------------------------- | -------------------------------------------------------- | -------------------------------------------------------- | -------------------------------------------------------- |
| 2009   | Regional League Division 2 – Central/East                | 3                                                        | 22                                                       | 2                                                        | 9                                                        | 11                                                       | 14:41                                                    | 15.                                                      | 11.                                                      | –                                                        | –                                                        |
| 2010   | Regional League Division 2 – Central/East                | 3                                                        | 30                                                       | 6                                                        | 5                                                        | 19                                                       | 25:65                                                    | 23                                                       | 14.                                                      | –                                                        | –                                                        |
| 2011   | Regional League Division 2 – Central/East                | 3                                                        | 30                                                       | 5                                                        | 4                                                        | 21                                                       | 22:57                                                    | 19                                                       | 16.                                                      | –                                                        | –                                                        |
| 2012   | Regional League Division 2 – Central/East                | 3                                                        | 34                                                       | 6                                                        | 10                                                       | 18                                                       | 34:51                                                    | 28                                                       | 16.                                                      | –                                                        | –                                                        |
| 2013   | Regional League Division 2 – Central/East                | 3                                                        | 16                                                       | 17                                                       | 5                                                        | 4                                                        | 50:26                                                    | 56                                                       | 2.                                                       | –                                                        | –                                                        |
| 2014   | Regional League Division 2 – Central/East                | 3                                                        | 26                                                       | 13                                                       | 10                                                       | 3                                                        | 50:21                                                    | 49                                                       | 4.                                                       | –                                                        | –                                                        |
| 2015   | Regional League Division 2 – Central/East                | 3                                                        | 26                                                       | 6                                                        | 2                                                        | 18                                                       | 29:58                                                    | 20                                                       | 13                                                       | –                                                        | 2. Qualifikationsrunde                                   |
| 2016   | Regional League Division 2 – East                        | 3                                                        | 22                                                       | 10                                                       | 4                                                        | 8                                                        | 33:22                                                    | 34                                                       | 5.                                                       | –                                                        | 1. Qualifikationsrunde                                   |
| 2017   | Thai League 4 – East                                     | 4                                                        | 27                                                       | 6                                                        | 11                                                       | 10                                                       | 25:46                                                    | 29                                                       | 7.                                                       | –                                                        | –                                                        |
| 2018   | Thai League 4 – East                                     | 4                                                        | 27                                                       | 9                                                        | 7                                                        | 11                                                       | 37:43                                                    | 34                                                       | 7. ▼                                                     | –                                                        | –                                                        |
| 2019   | Thailand Amateur League – East                           | 5                                                        | 7                                                        | 4                                                        | 3                                                        | 0                                                        | 17:6                                                     | 15                                                       | 4.                                                       | –                                                        | –                                                        |
| 2020   | Keine Austragung wegen der COVID-19-Pandemie in Thailand | Keine Austragung wegen der COVID-19-Pandemie in Thailand | Keine Austragung wegen der COVID-19-Pandemie in Thailand | Keine Austragung wegen der COVID-19-Pandemie in Thailand | Keine Austragung wegen der COVID-19-Pandemie in Thailand | Keine Austragung wegen der COVID-19-Pandemie in Thailand | Keine Austragung wegen der COVID-19-Pandemie in Thailand | Keine Austragung wegen der COVID-19-Pandemie in Thailand | Keine Austragung wegen der COVID-19-Pandemie in Thailand | Keine Austragung wegen der COVID-19-Pandemie in Thailand | Keine Austragung wegen der COVID-19-Pandemie in Thailand |
| 2021   | Keine Austragung wegen der COVID-19-Pandemie in Thailand | Keine Austragung wegen der COVID-19-Pandemie in Thailand | Keine Austragung wegen der COVID-19-Pandemie in Thailand | Keine Austragung wegen der COVID-19-Pandemie in Thailand | Keine Austragung wegen der COVID-19-Pandemie in Thailand | Keine Austragung wegen der COVID-19-Pandemie in Thailand | Keine Austragung wegen der COVID-19-Pandemie in Thailand | Keine Austragung wegen der COVID-19-Pandemie in Thailand | Keine Austragung wegen der COVID-19-Pandemie in Thailand | 1. Runde                                                 | –                                                        |
| 2022   | Thailand Amateur League – East                           | 4                                                        | 3                                                        | 2                                                        | 0                                                        | 1                                                        | 9:4                                                      | 6                                                        | 3. ▲                                                     | –                                                        | –                                                        |
| 2023   | Thailand Semi-Pro League – East                          | 4                                                        | 6                                                        | 1                                                        | 1                                                        | 4                                                        | 8:12                                                     | 4                                                        | 6.                                                       | –                                                        | –                                                        |
| 2024   | Thailand Semi-Pro League – East                          | 4                                                        | 7                                                        | 2                                                        | 2                                                        | 3                                                        | 7:8                                                      | 8                                                        | 5.                                                       | –                                                        | –                                                        |
| 2025   | Thailand Semi-Pro League – East                          | 4                                                        | 6                                                        | 2                                                        | 0                                                        | 4                                                        | 5:19                                                     | 6                                                        | 6.                                                       | –                                                        | –                                                        |

## Sponsoren
| Jahr | Ausrüster   | Trikotsponsor                           |
| ---- | ----------- | --------------------------------------- |
| 2011 | Kela        | Yamaha                                  |
| 2012 | N/A         | Yamaha                                  |
| 2013 | Grand Sport | Yamaha                                  |
| 2014 | Grand Sport | Acara Group                             |
| 2015 | Kool Sport  | Acara Group                             |
| 2016 | Kool Sport  | Acara Group                             |
| 2017 | FBT         | Acara Group / Wang Yao Riverside Resort |
| 2018 | FBT         | UV Vinyl / Wang Yao Riverside Resort    |
| 2019 | FBT         | UV Vinyl / Wang Yao Riverside Resort    |